# 古宇郡
古宇郡（日语：／ Furuu gun */?）為日本北海道後志綜合振興局的郡，位於後志綜合振興局西北的積丹半島南部。
郡名來自於阿伊努語的「hure-nai」（紅色的河流）。

## 轄區
轄區包含2村：
- 泊村
- 神惠內村

## 沿革

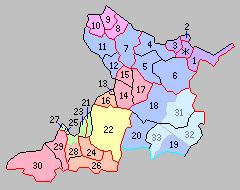
北海道一・二級町村制施行時古宇郡下辖町村（11.神惠内村 12.泊村）

- 1869年8月15日：北海道設置11國86郡，後志國古宇郡成立。
- 1897年11月：北海道實施支廳制，此時古宇郡下轄神惠內村、赤石村、珊內村、泊村、盃村、興志內村。[1]（6村）
- 1906年4月1日：神惠內村（神惠內村、赤石村、珊內村合併而成）、泊村（泊村、盃村、興志內村和岩內郡茅沼村、堀株村合併而成）成為北海道二級村。（2村）
- 1923年4月1日：泊村成為北海道一級村。
- 1923年9月1日：泊村的堀株地區被併入岩內郡發足村（現共和町）。
- 1943年6月1日：北海道一級二級町村制廢止，神惠內村改為內務省指定村。
- 1946年10月5日：指定町村制廢止。